# Onenoa
Onenoa è un villaggio delle Samoa Americane appartenente alla contea di Vaifanua del Distretto orientale.
Latitudine: -14.25667
Longitudine: -170.57972
Altezza: 20 ft